# Pseudocrenilabrus multicolor
Pseudocrenilabrus multicolor é uma espécie de peixe da família Cichlidae.
Pode ser encontrada nos seguintes países: Egipto, Quénia, Ruanda, Sudão, Tanzânia e Uganda.
Os seus habitats naturais são: rios, rios intermitentes, pântanos, lagos de água doce, lagos intermitentes de água doce, marismas de água doce, marismas intermitentes de água doce e deltas interiores.